# Perú y la Convención de las Naciones Unidas sobre el Derecho del Mar

Firmada y ratificada
Firmada pero no ratificada
No firmada

El Perú fue una de las naciones que participaron en la III Conferencia de las Naciones Unidas sobre el Derecho del Mar, que se llevó a cabo entre 1974 y 1982 y que dio como resultado el tratado internacional conocido como Convención de las Naciones Unidas sobre el Derecho del Mar (CONVEMAR). La CONVEMAR entró en vigor en 1994. Aunque el Perú reconoce la CONVEMAR como una codificación del derecho internacional consuetudinario, no la ha firmado.
Al igual que otros países del continente americano entre ellos Estados Unidos y Venezuela, el Perú no ha firmado este tratado.
La CONVEMAR define los derechos y responsabilidades de las naciones en el uso de los océanos del mundo; establece lineamientos para las empresas, el medio ambiente y el manejo de los recursos naturales marinos. Hasta la fecha, 167 países y la Unión Europea se han adherido a la Convención.

## Regulación jurídica
La Constitución peruana establece, en su artículo 54, que el «dominio marítimo del Estado comprende el mar adyacente a sus costas, así como su lecho y subsuelo, hasta la distancia de doscientas millas marinas medidas desde las líneas de base que establece la ley» y que en dicha zona «ejerce soberanía y jurisdicción, sin perjuicio de las libertades de comunicación internacional, de acuerdo con la ley y con los tratados ratificados por el Estado». Mediante la Ley Nº 23856, de 24 de mayo de 1984, se dio la denominación de «Mar de Grau» al dominio marítimo del Perú.
Cabe destacar que el Perú no ha firmado la Convención de las Naciones Unidas sobre el Derecho del Mar de 1982, que distingue tres zonas marítimas a los estados: mar territorial, zona contigua y zona económica exclusiva, además de la plataforma continental. Sin embargo, en el marco de la controversia de delimitación marítima con Chile, el agente peruano ante la Corte Internacional de Justicia declaró formalmente, en representación de su gobierno, de que «[e]l término 'dominio marítimo' utilizado en la Constitución [del Perú] se aplica de una manera consistente con las zonas marítimas establecidas en la Convención de 1982», de lo cual la Corte tomó nota, estimando que dicha declaración expresa un compromiso formal por parte del Perú.

## Historia

Zonas marítimas en el derecho internacional

### Primer antecedente
El presidente José Luis Bustamante y Rivero mediante el Decreto Supremo N.º 781 del 1 de agosto de 1947, y firmado por el canciller Enrique García Sayán, extiende la soberanía y la jurisdicción del Perú sobre la plataforma marítima, el zócalo continental y el mar hasta las 200 millas marinas. Al realizar esto Perú se convierte en el pionero para la realización de diversos tratados en materia de delimitación marítima territorial.

### Declaración de Santiago
Posteriormente en 1952 los gobiernos de Chile, Ecuador y Perú celebraron una Conferencia sobre Explotación y Conservación de las Riquezas Marítimas del Pacífico Sur en Santiago de Chile, y suscribieron la Declaración sobre Zona Marítima (o Declaración de Santiago de Chile) el 18 de agosto de 1952, en la que proclamaron «la soberanía y jurisdicción exclusivas que a cada uno de ellos corresponde sobre el mar que baña las costas de sus respectivos países, hasta una distancia mínima de 200 millas marinas desde las referidas costas». Mientras otros países extendieron sus mares territoriales a 12 millas marinas.

### CONVEMAR III
La III Conferencia de las Naciones Unidas sobre el Derecho del Mar (CONVEMAR III) se convocó de junio a agosto en Caracas, Venezuela en 1974. Los temas más importantes que se trataron fueron el establecimiento de límites, navegación, estado de archipiélago y regímenes de tránsito, zonas económicas exclusivas (ZEE), la jurisdicción de la plataforma continental, la minería de los fondos marinos, el régimen de explotación, la protección del medio marino, la investigación científica y la resolución de disputas sobre límites marítimos. Con la participación de más de 160 naciones, la Conferencia continuó hasta su reunión final a fines de 1982, momento en el que fue firmado el acta final y la Convención fue abierta para su firma. En la sesión del 10 de diciembre de 1982, el Perú se limita a firmar el Acta Final de la última sesión de la III Conferencia de las Naciones Unidas sobre el Derecho del Mar de 1982.
El Perú objeta una eventual suscripción del tratado bajo la premisa de que esto permitiría que alguna potencia extranjera realizare actividades extractivas pesqueras simplemente con el permiso del país, lo que también perjudicaría al rubro pesquero nacional.

### Diferendo marítimo entre Chile y el Perú
El gobierno del Perú mantuvo durante años una discrepancia con su similar de Chile, pues mientras el Perú argumentaba que la frontera no estaba fijada y que esta debía establecerse siguiendo una línea equidistante, el gobierno chileno sostenía que esta ya existía según acuerdos suscritos entre ambos países, y que la línea fronteriza seguía el paralelo geográfico hasta las 200 millas.
En el marco de la controversia de delimitación marítima con Chile, el agente peruano ante la Corte Internacional de Justicia declaró formalmente, en representación de su gobierno, de que «[e]l término 'dominio marítimo' utilizado en la Constitución [del Perú] se aplica de una manera consistente con las zonas marítimas establecidas en la Convención de 1982», de lo cual la Corte tomó nota, estimando que dicha declaración expresa un compromiso formal por parte del Perú. De esta manera el Perú reconoce de forma indirecta la CONVEMAR, la que considera como costumbre internacional.